# Evangelische Kirche (Groß-Eichen)

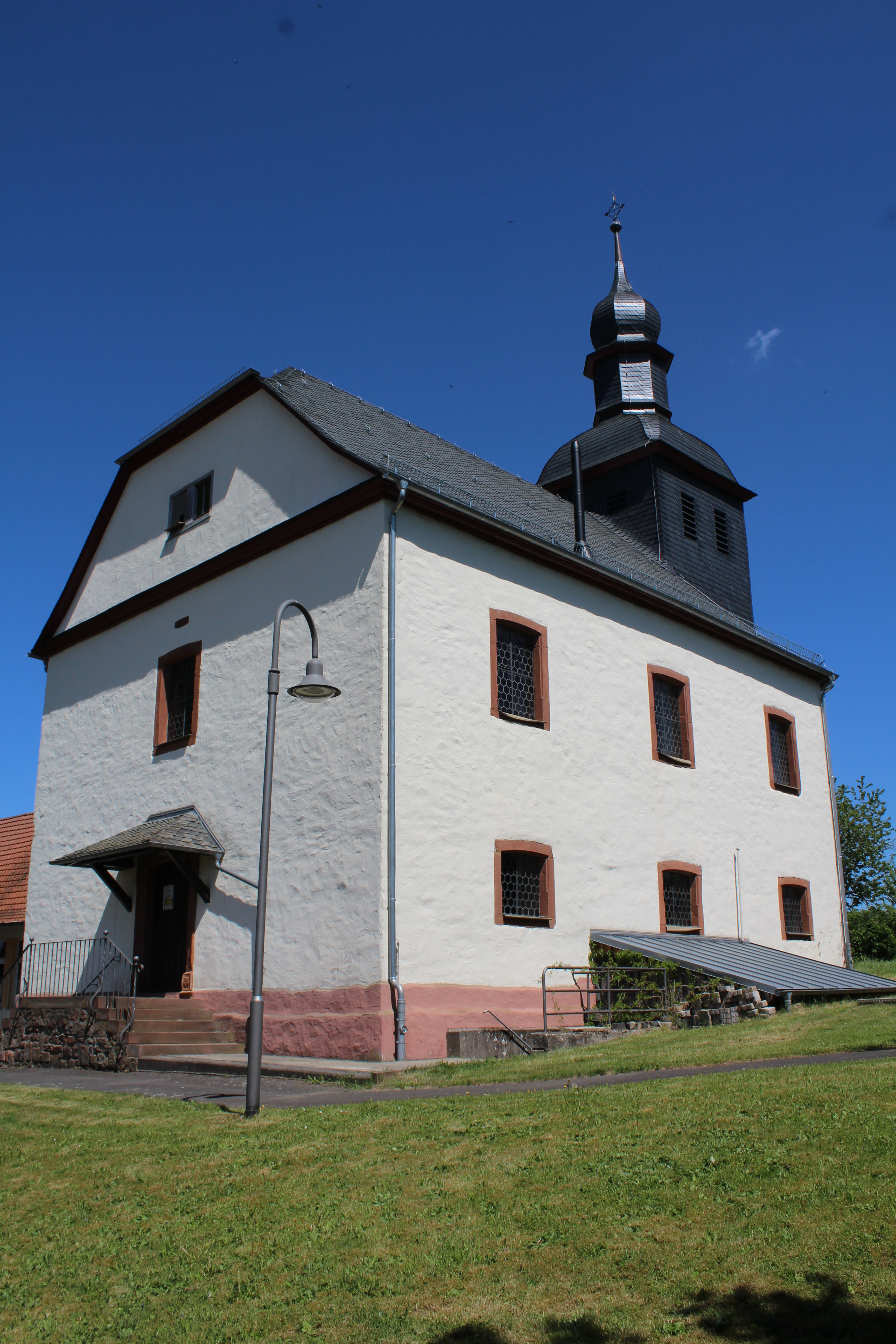
Ansicht von Südwesten

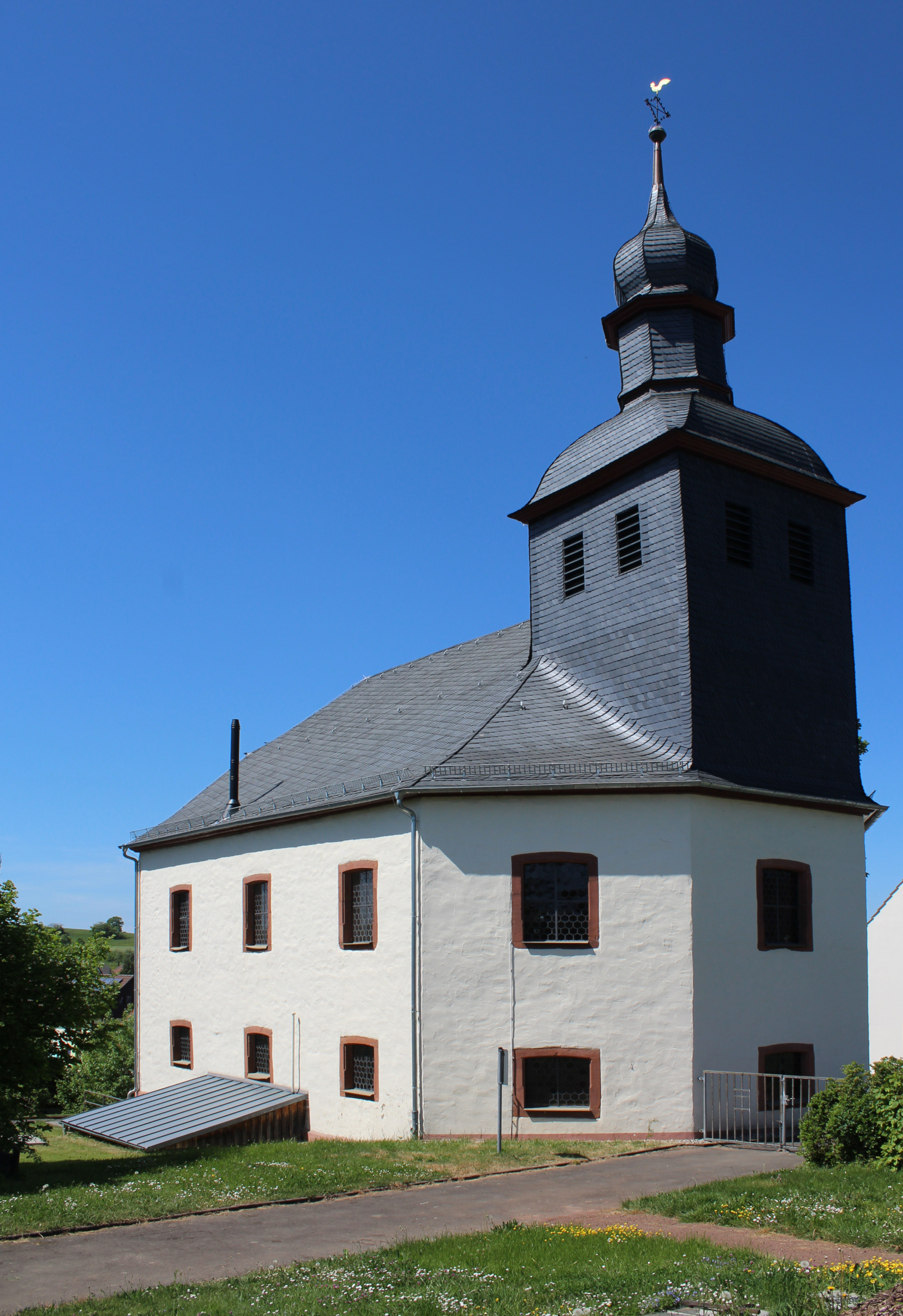
Kirche von Südosten

Die evangelische Kirche in Groß-Eichen ist ein denkmalgeschütztes Kirchengebäude in der Gemeinde Mücke im Vogelsbergkreis (Hessen). Die Saalkirche im Stil des Barock wurde 1746 bis 1747 gebaut und hat im Osten einen Haubendachreiter über einem dreiseitigen Chor. Zu den bedeutenden Inventarstücken gehören ein spätgotischer Taufstein aus der Zeit um 1500 und eine Orgel von Philipp Ernst Wegmann aus dem Jahr 1771.

## Geschichte

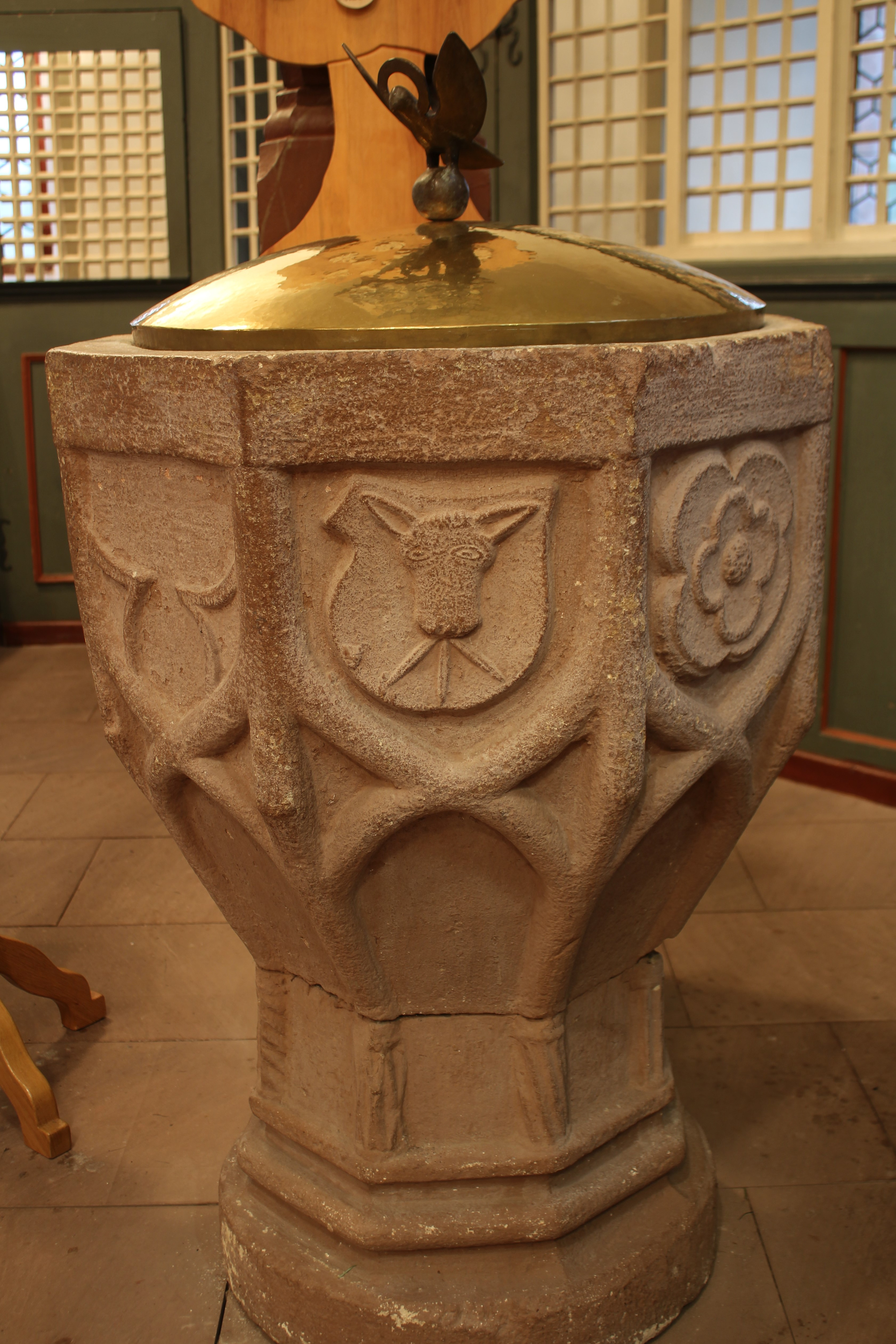
Taufstein (um 1500) mit dem Esels-Wappen derer von Riedesel

Während der Amtszeit des Mainzer Erzbischofs Erkanbald (1011–1021) wurde in Groß-Eichen eine Vorgängerkapelle „ad Quercus“/„bey den Eychen“ geweiht. Sich über einen längeren Zeitraum erstreckende Grenzstreitigkeiten mit dem Kloster Hersfeld über die Abgrenzung des Sprengels wurden unter seinem Nachfolger Bardo beigelegt, indem die Grenzen neu festgelegt wurden und die Kapelle Groß-Eichen einen Teil der Laubacher Pfarrerei erhielt. Lardenbach wurde Groß-Eichen zugeordnet, zumindest seit 1036 bis 1051, und erst in nachreformatorischer Zeit Freienseen zugeordnet. Auch Klein-Eichen gehörte in vorreformatorischer Zeit kirchlich zu Groß-Eichen und blieb auch später dort eingepfarrt. Wilhelm Diehls Annahme, dass nahe Groß-Eichen eine Kapelle mit mehreren Altären existierte, die dem Patrozinium des Nikodemus unterstand, beruht auf einer falschen Übersetzung und einer Fehldeutung. Das Patronatsrecht über die Pfarrkirche übten zunächst die Mainzer Erzbischöfe aus, nachweislich ab 1250 Kloster Jakobsberg, bis es im Jahr 1486 an das Licher Marienstift überging. Mit Einführung der Reformation verblieb dem Marienstift das Nominationsrecht, während das Präsentationsrecht an Solms-Lich fiel. Im späten Mittelalter war Groß-Eichen dem Sendort Ober-Ohmen im Archidiakonat St. Johann in der Erzdiözese Mainz zugeordnet.
Mit Einführung der Reformation wechselte die Kirchengemeinde zum evangelischen Bekenntnis, das von den Freiherren von Riedesel zu Eisenbach bereits 1527 angenommen wurde. Bei der Neubesetzung der Pfarrstelle im Jahr 1531 übergingen die Freiherren von Riedesel das Patronatsrecht und schickten den lutherischen „Herrn Peter“, wodurch es zum Streit mit Philipp von Solms-Lich und den Licher Stiftsherren kam, die einen altgläubigen Pfarrer entsandten. Von 1561 bis 1584 war Johannes Vipertus erster amtlich nachweisbarer evangelischer Pfarrer. In seiner Zeit wurde 1557 eine Kirchenordnung eingeführt, die um die Hüttenbergische Kirchenordnung von 1574 ergänzt wurde. Die Kirchengemeinde gehörte zur kleinen Lutherischen Landeskirche der Freiherren Riedesel und bildete mit Klein-Eichen einen von 14 Pfarrbezirken.
Nachdem die Kirche in der zweiten Hälfte des Dreißigjährigen Krieges Schaden gelitten hatte, fand in den 1670er Jahren eine Kirchenrenovierung statt, in deren Zug 1679 eine neue Orgel angeschafft wurde. Im selben Jahr wurde eine neue Kirchenordnung eingeführt, die 1708 und 1742 erweitert und ergänzt wurde. Klein-Eichen erhielt ab 1710 das Bestattungsrecht und 1739 aus Unter-Seibertenrod eine kleine Fachwerkkirche, in der aber erst ab 1919 alle 14 Tage Predigtgottesdienste abgehalten wurden.
Wegen Baufälligkeit wurde die Vorgängerkapelle aufgegeben und 1745 abgerissen. In einem Kollektengesuch an den Landgrafen Ludwig VIII. berichtet die Gemeinde über den damaligen Zustand: „Die vormahlige, allda gestandene alte baufällige Kirche ist an drey Orten zugleich eingefallen und dahero gantz unbrauchbar geworden, mithin die Gemeinde, damit nicht etwa ein Unglück daraus erwachsen möchte, sich genöthiget gesehen, die alte Kirche gäntzlich abzubrechen und von Grund aus neu zu bauen.“ Die Grundsteinlegung für die neue Barockkirche erfolgte 1746 und die Einweihung am 15. Oktober 1747. Das Riedeselland fiel 1806 infolge der Mediatisierung an das Großherzogtum Hessen. Groß-Eichen wurde mit seinen Filialen dem Inspektorat Ulrichstein zugeschlagen. Das Nominationsrecht des Licher Marienstifts und das Präsentationsrecht von Solms-Lich wurden 1833 dem hessischen Staat übertragen. Mit der neuen Kirchenverfassung von 1874 wurde Groß-Eichen dem Dekanat Grünberg eingegliedert.
Eine Reparatur des Dachreiters fand im Jahr 1870 statt, eine Innenrenovierung 1875, bei der die Emporen übermalt wurden, eine Außenrenovierung 1909 und eine Innenrenovierung 1933. Das Gebäude erhielt eine neue Heizung und wurde neu ausgemalt. Die unter einem gelben Ölfarbenanstrich verborgenen Apostelbilder in den Emporenbrüstungen wurden durch Kirchenmaler Hermann Velte wieder freigelegt. Bei einer Außenrenovierung 1965 erhielt das Westportal eine Verdachung, wurden Grabsteine (die heute verloren sind) im Kircheninneren aufgestellt, eine neue Heizung eingebaut und das Dach repariert und zum Teil erneuert. 1971 wurden das Kirchendach und der Altar vollständig erneuert und der Fußboden mit neuen Platten belegt. 1973 folgte die Erneuerung der Turmspitze und der Ziffernblätter sowie die Neueindeckung des Daches, 2005 die Erneuerung des Giebelfensters und die Renovierung der Außenfassade. Die Kirchengemeinde ließ die historische Orgel von 1771 in den Jahren 2018–2019 restaurieren und rekonstruieren. Sanierungsarbeiten am Kirchturm und Kirchendach sowie eine Innenrenovierung wurden 2019–2021 durchgeführt.
Nachdem 1978/1979 Klein-Eichen aus dem Kirchspiel ausgegliedert und mit Lardenbach vereint wurde, ist die evangelisch-lutherische Kirchengemeinde Groß-Eichen mit der neu gegründeten Gemeinde Ilsdorf pfarramtlich verbunden und gehört zum Dekanat Gießener Land in der Propstei Oberhessen innerhalb der Evangelischen Kirche in Hessen und Nassau.

## Architektur

Westportal

Die geostete und verputzte Kirche wird von einem Mansarddach bedeckt, das im Westen als Schopfwalmdach ausgebildet ist. Im Osten ist ein mächtiger Dachreiter aufgesetzt. Die Saalkirche hat im Osten einen dreiseitigen Schluss. Im Dachstuhl wurde ein Holzbalken aus dem Vorgängerbau zweitverwendet, der von 1664 datiert. Er trägt Reste einer lateinischen Inschrift mit Worten aus Ps 148,14  in der von Helius Eobanus Hessus überlieferten Fassung: „ANNO 1664 QUOD IPSIUS ALTUM EST SVPER ET TERRAS ET SVPER ASTRA DECVS Ψ 148.“ (Im Jahr 1664 Denn er selbst ist hoch und [seine] Hoheit reicht über die Länder und auch über die Sterne).
In die Nordwand ist ein alter Schlussstein mit einer Lebensrose vermauert. Das Gotteshaus wird durch mittige Portale im Norden und Westen erschlossen. Die Portale und Fenster sind einheitlich mit profilierten Gewänden aus rotem Sandstein und flachen Stichbögen mit Schlussstein gestaltet. Der Innenraum wird durch eine doppelte Fensterreihung belichtet, die unten quadratisch und oben hochrechteckig gestaltet ist. Süd- und Ostseite weisen je sechs Fenster, die Nordseite wegen des Portals fünf Fenster auf. Über dem Westportal mit Verdachung ist ein Rechteckfenster eingelassen. Unmittelbar über dem Ostabschluss erhebt sich der Dachreiter, der sich aus einem kubusförmigen Schaft entwickelt, an dessen vier Seiten je zwei rechteckige Schalllöcher für das Geläut eingelassen sind. Im Norden und Süden sind die Ziffernblätter der Turmuhr angebracht. Ein geschweiftes Dach leitet zum kleinen achtseitigen Obergeschoss über, das von einer welschen Haube mit zweifachem Turmknauf, Kreuz und Wetterhahn bekrönt wird.

## Ausstattung

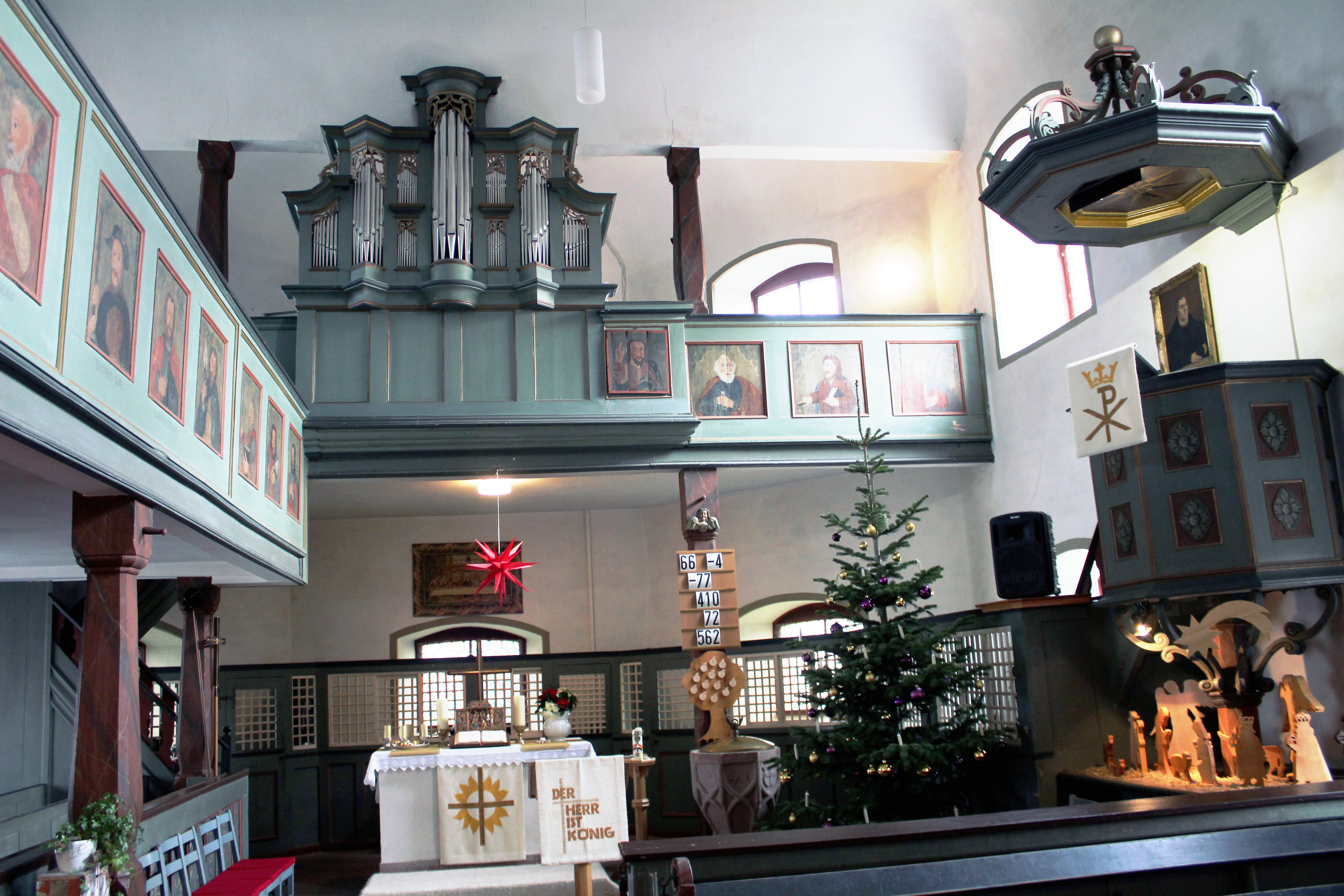
Blick zum Altarbereich

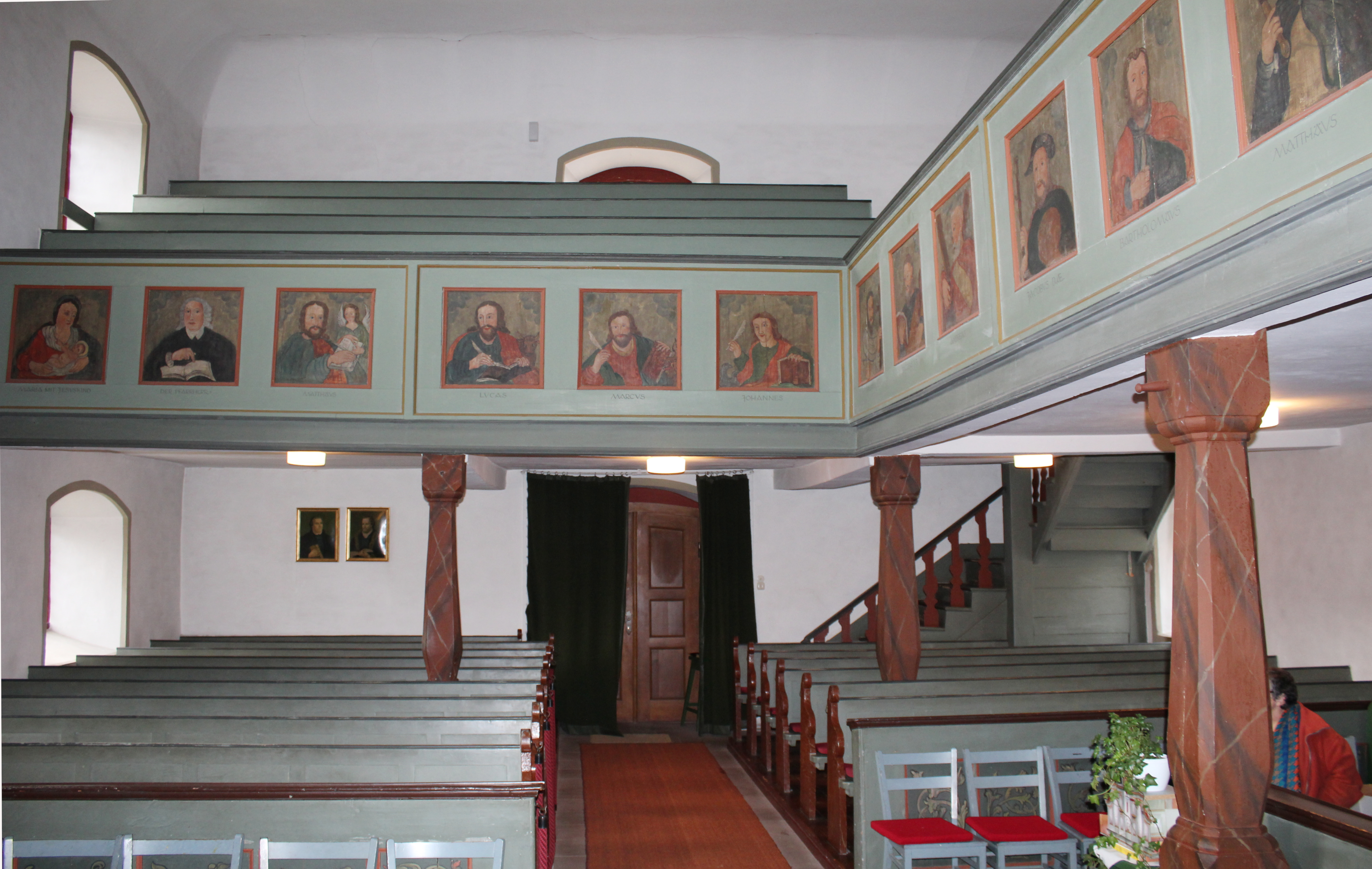
Blick nach Westen

Der Innenraum wird von einer Flachdecke abgeschlossen. Die barocke Innenausstattung ist vollständig erhalten und in Grüntönen gefasst. Im Westen, Norden und Osten ist eine hölzerne Empore eingebaut, die auf gebauchten viereckigen, braun marmoriert bemalten Säulen mit Würfelkapitellen ruht. Die höhere Ostempore dient als Aufstellungsort für die Orgel. Hier beziehen zwei Holzpfosten, auf denen ein Querunterzug zur Stützung des Dachreiters ruht, die Empore mit ein. Am südlichen Pfosten wurde ein geflügelter Engelskopf eines Taufengels in der bauzeitlichen Farbfassung angebracht, der in den 2010er Jahren wiederentdeckt wurde. Die Emporen zeigen bauzeitliche Malereien mit Darstellungen der vier Evangelisten, Maria mit dem Kind und dem Pfarrherrn Johann Georg Müller im Westen, neun Apostel im Norden und drei im Osten. An der Ostempore wurde später ein Christusbild ergänzt. Nur der Bereich der Brüstung direkt unterhalb der Orgel ist ausgespart. Der Mittelteil der Ostempore kragt für die Brüstungsorgel vor. Der in der oberen Hälfte vergitterte Pfarrstuhl hinter der Kanzel ist als Sakristei abgetrennt. In ähnlicher Weise sind drei ineinander übergehenden Stühle unterhalb der Orgelempore für den Kirchenvorstand, den Kirchendiener und privilegierte Personen abgetrennt. Eine letzte erhaltene Bodenplatte hinter dem Taufbecken trägt eingeritzt die Jahreszahl 1747.
Ältestes Inventarstück ist der achteckige, pokalförmige, spätgotische Taufstein aus rotem Sandstein, der um 1500 gefertigt wurde und das Wappen der Riedesel Freiherren zu Eisenbach trägt. Des Weiteren sind an der Außenwandung die gekreuzten Riedesel-Lanzen, eine Blume, ein Lockenkopf, ein Kreuzwappen und drei maßwerkartige Ornamente dargestellt.
Der Altar vor der Orgelempore ist ein aufgemauerter Blockaltar. Die hölzerne Kanzel an der Südseite besteht aus einem Kanzelaufgang, dem polygonalen Kanzelkorb und einem achteckigen Schalldeckel mit sternförmigen Intarsien auf der Unterseite, auf dem eine Volutenkrone mit einer vergoldeten Kugel den Abschluss bildet. Voluten hängen ebenfalls unten am Kanzelkorb. Die Kanzelfelder sind mit je zwei stilisierten Blumen in einem Profilrahmen verziert und werden oben und unten mit einem umlaufenden, schlichten Gesimskranz abgeschlossen. Das hölzerne Kirchengestühl mit geschweiften Wangen lässt einen Mittelgang frei.
Unter der Westempore sind zwei Ölbilder mit Porträts von Martin Luther und Philipp Melanchthon aufgehängt, die um 2010 im Pfarrhaus wiederentdeckt wurden. An der Nordwand, rechts neben dem Seiteneingang, trägt ein großes barockes Ölgemälde in quadratischer Form die Signatur „Johann Caspar Reyer (Keyer?), Anno 1697“. Es zeigt als Kreuzigungsgruppe Maria Magdalena unter dem Kreuz, darunter die Inschrift SOLI DEO GLORIA, auf der rechten Seite Maria und den Apostel Johannes und links einen knienden Pfarrherrn, darüber einen schwebenden Engel mit einem Abendmahlskelch.

## Orgel

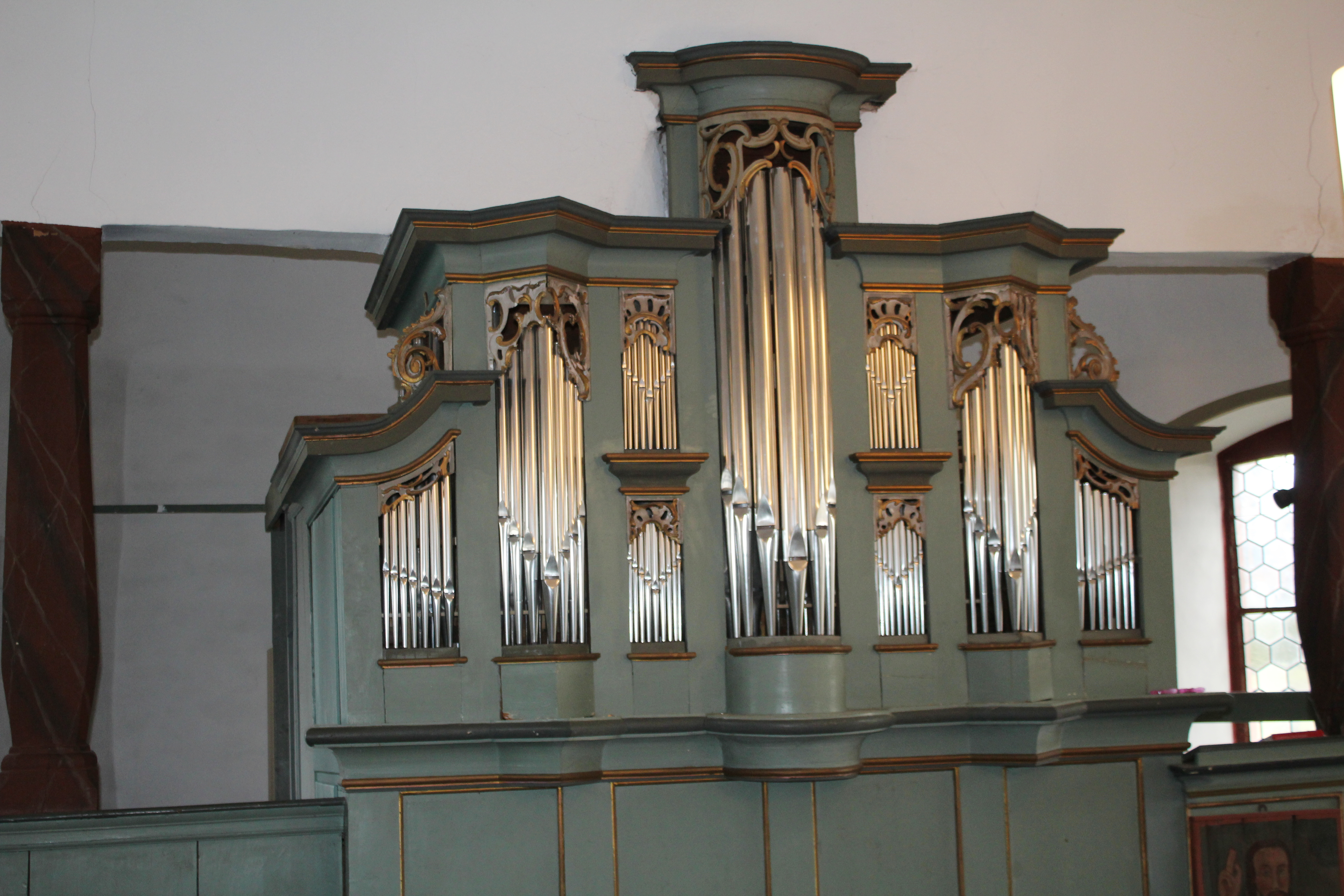
Wegmann-Orgel von 1771

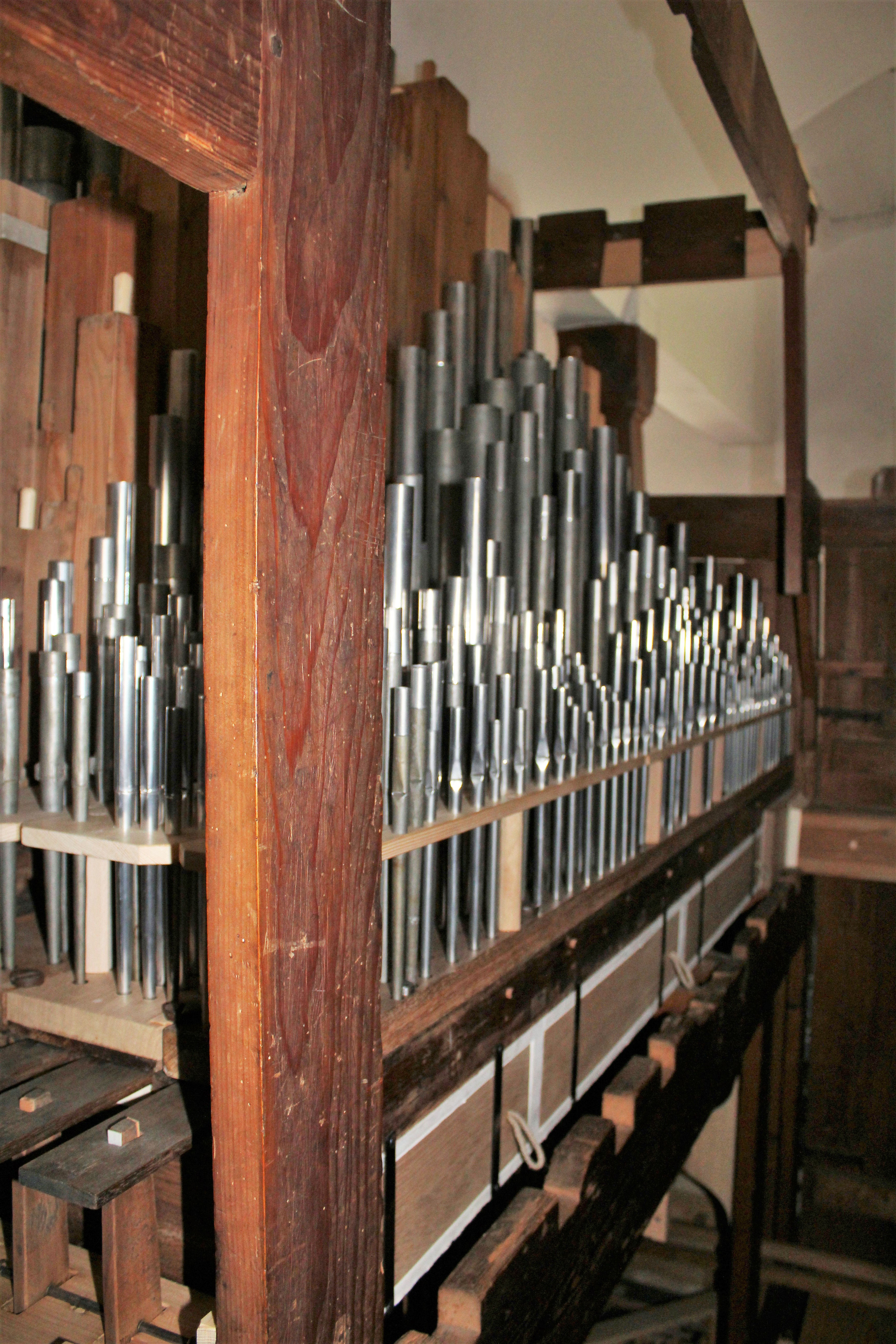
Orgelinneres mit angelängten Pfeifen

Im Jahr 1679 erhielt die Kirche eine erste Orgel, die wahrscheinlich in die neue Kirche umgesetzt wurde. Für einen Orgelneubau wurde 1769 ein Vertrag mit Philipp Ernst Wegmann (Frankfurt am Main) geschlossen. Das Instrument sollte über zehn Register auf einem Manual und Pedal verfügen. Es kam zu Missverständnissen, auf welcher Seite der Spieltisch angebracht werden sollte, und zu finanziellen Nachforderungen von Wegmann. Entsprechend einer Inschrift in der Orgel wurde sie am 21. April 1771 fertiggestellt. Im Jahr 1847 ist eine Reparatur durch Henrich Eckhard (Flensungen) nachgewiesen, weitere 1856 durch Friedrich Wilhelm Bernhard (Romrod), Johann Georg Förster und 1904 durch Förster & Nicolaus Orgelbau (Lich). Der Vorschlag von Kirchenmusikmeister Arnold Mendelssohn für einen Orgelneubau, den das Ober-Konsistorium genehmigte, wurde nicht verwirklicht.
Die 1917 für Rüstungszwecke abgelieferten Prinzipalpfeifen aus dem Prospekt wurden 1920 durch Zink-Pfeifen ersetzt. 1964 folgte eine Restaurierung durch die Firma Emanuel Kemper (Lübeck), die den Pedalumfang erweiterte und Register austauschte. 2018/2019 führte Orgelbau Waltershausen für 73.000 € die Orgel auf den ursprünglichen Zustand zurück. Der Pfeifenbestand von Wegmann ist zum großen Teil erhalten. Die Prospektpfeifen wurden rekonstruiert und die verkürzten Innenpfeifen wieder angelängt. Beim Principal 4′ wurden die Mensuren der Wegmann-Orgel in Heuchelheim zugrunde gelegt. Bereits vor der Restaurierung wurde die Orgel im Mai 2018 von der Stiftung Orgelklang zur Orgel des Monats ausgezeichnet.
Der Prospekt ist siebenteilig gegliedert. Ein überhöhter mittlerer Rundturm wird von zwei Spitztürmen flankiert. Die dazwischenliegenden zweigeschossigen Flachfelder erreichen dieselbe Höhe wie die Spitztürme, mit denen sie durch ein gemeinsames Gesims verbunden werden. Außen bilden niedrige Harfenfelder den Abschluss. Die Disposition umfasst elf Register und lautet wie folgt:
| I Manual C–d3 |    |     |
| Gedackt       | 8′ | A   |
| Flautravers   | 8′ | A   |
| Viol di gamba | 8′ | A   |
| Principal     | 4′ | N   |
| Duiflaut      | 4′ | A   |
| Quint         | 3′ | N   |
| Octav         | 2′ | A   |
| Cornet IV     |    | N   |
| Mixtur IV     |    | A/N |

| Pedal C–c1 |     |   |
| Sub-Bass   | 16′ | A |
| Octav-Bass | 8′  | A |

- Koppeln: I/P

A = alt (Wegmann, 1771)
N = neu (Orgelbau Waltershausen, 2019)

## Glocken
Drei Glocken wurden aus dem Vorgängerbau übernommen, eine unbezeichnete Glocke des 13. Jahrhunderts, deren gotische Majuskeln nahezu unleserlich sind, eine „Anna selbdritt-Glocke“ von 1552 aus der Übergangszeit zur Reformation und eine kleine 1698 gegossene Glocke von Johann Jakob Rincker. 1974 goss Rincker die große Glocke und vervollständigte das Quartett.
| Nr. | Gussjahr | Gießer, Gussort             | Schlagton (HT-1/16) | Inschrift |
| --- | -------- | --------------------------- | ------------------- | --- |
| 1   | 1974     | Gebr. Rincker, Sinn         | a1 +3               | „+ Seid fröhlich in Hoffnung + Geduldig in Trübsal + Haltet an am Gebet (Hals), [Weltkugel mit Kreuz] (Flanke vorne), [Rincker-Logo mit 1974] (Flanke hinten)“ |
| 2   | 1552     |                             | cis2 +11,5          | „Anno d[omi]ni xvcii svm cons[ecra]tvc[=s] Anna vok[ata] s[el]b[dritt] holg[ericvs] henr[icvs] mor hv[ivs] ec[c]le[siae] pastori vika niai[chen] (= Im Jahre des Herrn 1502 bin ich geweiht Anna selbdritt bin ich genannt Holger Heinrich Mor dem Pfarrer dieser Kirche [im] Ort Neueichen)“ |
| 3   | 13. Jh.  |                             | e2 +2,5             | |
| 4   | 1698     | Johann Jakob Rincker, Aßlar | f2 +5,5             | „SOLI D[E]O CLORIA / IOHANN IACOB RINCKER VON ASLAR GOS MICH NACH GROSEN EICHEN / 1698“ |